# Guyana elnökei és miniszterelnökei

## Elnökök
| Név                       | Hivatali ideje                           |
| ------------------------- | ---------------------------------------- |
| Sir Edward Victor Luckhoo | 1970. február 23. – 1970. március 17.    |
| Arthur Chung              | 1970. március 17. – 1980. október 6.     |
| Forbes Burnham            | 1980. október 6. – 1985. augusztus 6.    |
| Hugh Desmond Hoyte        | 1985. augusztus 6. – 1992. október 10.   |
| Cheddi Jagan              | 1992. október 13. – 1997. március 7.     |
| Samuel A. Hinds           | 1997. március 7. – 1997. december 19.    |
| Janet Jagan               | 1997. december 19. – 1999. augusztus 11. |
| Bharrat Jagdeo            | 1999. augusztus 11. – 2011. december 3.  |
| Donald Ramotar            | 2011. december 3. – 2015. május 16.      |
| David Granger             | 2015. május 16. – 2020. augusztus 2.     |
| Irfaan Ali                | 2020. augusztus 2. –                     |

## Miniszterelnökök
| Név                | Hivatali ideje                           |
| ------------------ | ---------------------------------------- |
| Forbes Burnham     | 1966. május 26. – 1980. október 6.       |
| Ptolemy A. Reid    | 1980. október 6. – 1984. október 16.     |
| Hugh Desmond Hoyte | 1984. augusztus 16. – 1985. augusztus 6. |
| Hamilton Green     | 1985. augusztus 6. – 1992. október 9.    |
| Samuel A. Hinds    | 1992. október 9. – 1997. március 7.      |
| Janet Jagan        | 1997. március 17. – 1997. december 22.   |
| Samuel A. Hinds    | 1997. december 22. – 1999. augusztus 9.  |
| Bharrat Jagdeo     | 1999. augusztus 9. – 1999. augusztus 11. |
| Samuel A. Hinds    | 1999. augusztus 11. – 2015. május 20.    |
| Moses Nagamootoo   | 2015. május 20. – 2020. augusztus 2.     |
| Mark Phillips      | 2020. augusztus 2. –                     |